# Austramathes
Austramathes là một chi bướm đêm thuộc họ Noctuidae.